# El centro de mi corazón
«El centro de mi corazón» es una canción y el segundo sencillo lanzado para el cuarto álbum de estudio Provócame del cantante y compositor boricua Chayanne. Su lanzamiento fue para finales del mes de agosto del año 1992 por la discográfica Sony Music.

## Lista de canciones

### Sencillo - CD[5]
| El centro de mi corazón — Single |                           |          |  |
| N.º                              | Título                    | Duración |  |
| 1.                               | «El centro de mi corazón» | 3:32     |  |